# Наньтунський метрополітен
Наньтунський метрополітен, офіційна назва Nantong Rail Transit — це система швидкого транспорту, що будується в Наньтуні, Цзянсу, Китай. У серпні 2014 року Національна комісія з питань розвитку та реформ Китаю схвалила короткостроковий (2014-2020) план будівництва метрополітену Наньтун, включаючи лінії 1 і 2.
У довгостроковій перспективі метро Наньтун складатиметься з 4 ліній метрополітену загальною протяжністю 170 кілометрів, і кілька ліній приміської залізниці загальною протяжністю 153 кілометри.

## Історія
У жовтні 2011 року на третьому засіданні Постійного комітету Національних зборів народних представників міста Наньтун 14-го скликання, було заслухано звіт муніципального уряду про планування будівництва міського залізничного транспорту та розпочато план «Роботи з планування міського залізничного транспорту в Наньтуні». У квітні 2012 року план метро Наньтун був опублікований і поширений в Інтернеті.
19 серпня 2014 року Національна комісія з розвитку та реформ схвалила план будівництва міської залізниці Наньтун, який став шостим містом у Цзянсу та 37-м містом у цілому, затвердженим для швидкого транзиту.

## Лінії в стадії будівництва

### Рядок 1
Будівництво 1 лінії розпочалося 18 грудня 2017 року і триватиме до кінця 2022 року. Лінія 1 починається на станції Пінчао (平潮站) і закінчується на станції Zhenxing Road (振兴路站), і складатиметься з 28 станцій.

### Рядок 2
Будівництво 2 лінії розпочалося 26 жовтня 2018 року. Лінія 2 становить 20,85 км протяжністю з 17 станціями. Його відкриття заплановано на березень 2023 року.